# Sultanbeyli Belediye Stadı
Das Sultanbeyli Belediye Stadı ist ein reines Fußballstadion in Sultanbeyli, Istanbul.

## Geschichte
Das Stadion wurde 2006 errichtet und steht mitten in einem Wohnviertel von Sultanbeyli. Es existiert eine überdachte Haupttribüne, die 200 Sitzplätze beherbergt. Weitere Sitz- bzw. Stehplätze hat das Stadion nicht. Der Viertligist Sultanbeyli Belediyespor trägt hier seine Heimspiele aus.